# 親子ゲーム
『親子ゲーム』（おやこゲーム）は、1986年6月7日から同年8月16日まで、TBS系列で毎週土曜日21:00 - 21:54（JST）に放送されていたホームドラマである。全11回。

## 概要
長渕剛の主演テレビドラマ第3作。
親に見捨てられた弱虫な少年が、暴走族出身の男女が切り盛りするラーメン屋に引き取られて、様々な騒動の中心になる物語である。この擬似家庭の後見人的存在である高年警官は家族と相性が悪く、暴走族出身のラーメン屋の男女との交流の方が親密な人物である。このように、家族や世間から「仲間外れになった」少年や青年や高年が、血縁を持たないながらも同棲して、親密な一家のような関係を作り、喧嘩を繰り広げながらも心を開いていく過程を描いている。
放送批評懇談会主催の第24回ギャラクシー賞（1986年度）にて『選奨』を受賞している。

## あらすじ
「親子3人？即席家族。」
元暴走族の青年、保とその恋人の加代の営む東京・下町のラーメン屋に、ある日父親と麻理男（マリオ）が店を訪れた。父親はタバコを買いに行くと言い出だし行ったきり戻らず、マリオは店から逃げようとするが捕まり、早川巡査に補導された。そして、早川巡査が暫くの間だけという事でこのラーメン屋に置いてもらえないかと保と加代に頼むが、2人は冗談じゃないと断ろうとする。しかし、保と加代は暴走族時代の事で早川巡査に弱みを握られており、結局は麻理男を引き取ることになった。
ところが、マリオは人間不信で人見知りが激しく、ほとんど言葉を発さない上にすぐに大暴れする対人恐怖症を抱えている少年であった。3人で暮らし、ラーメン屋の出前を頼んだりしているうちに保も加代もマリオと打ち解けていくが、このマリオを巡って様々な騒動が巻き起こる。

## 出演

### 九十番ラーメン関係者
矢板 保（やいた たもつ） - 長渕剛
元暴走族。29歳。東京の下町でラーメン屋「九十番ラーメン」を営んでいる。開き直った性格で、言動の端々に少々乱暴な所を持つが、根は人一倍心優しい人情家。あだ名はキクラゲ、ター坊。
三石 加代（みついし かよ） - 志穂美悦子
元暴走族。27歳。保と共にラーメン屋を営んでいる。気性が烈しく怒りっぽい保をそのつど上手くなだめる良き恋人。ラーメン屋の2階で保と同居している。後に保のプロポーズを受ける。
吉田 麻理男（よしだ まりお） - 柴田一幸
親から見捨てられた、人間嫌いの弱虫な少年。小学4年生。親は共に子供嫌いだが、世間体を取り繕う為に結婚していた。無言・気難しさ・弱虫ぶりから保とたびたび衝突するが、その中で次第に人の暖かみを知っていく。ゲーム作品『スーパーマリオブラザーズ』の主人公と同名だが、ゲームのマリオは「マ」に高いアクセントが来るのに対し、麻理男の方は「リオ」に高いアクセントが来る。

### 九十番ラーメンの常連
平野（ひらの） - 矢崎滋
加代の知人。秋葉原の電気メーカーで働く営業マン。役職は「課長」。一時期、麻理男の家庭教師をしていた。早大出身のインテリであるが、酒を飲むと極端に性格が変わる。「お見合いをする時に緊張する癖」が直らず、15回連続で失敗している。第10話で百合（ゆり）と（通算16回目の）お見合いをしたときも緊張したが、『愛と青春の旅だち』という映画の話で百合と意気投合した。九十番ラーメンの常連で、あだ名はレバニラ。
葬儀屋 - 早崎文司
町で葬儀屋を営む店主。九十番ラーメンの常連で、4人の子供の父親でもある。
落語の師匠 - 三遊亭遊三
落語家の師匠。芸歴35年。浴衣姿で九十番ラーメンを訪れる。あだ名は「師匠」。第10話で保と加代の婚約パーティーを開いたときは落語を披露している。
早川 - 植木等
交番勤務の警官。59歳。保や加代に麻理男の面倒を見るように頼む。保と加代の後見人的存在で、頻繁に九十番ラーメンを訪れる。餃子の味にはうるさい。なお、第10話には「珍来軒」というラーメン屋の出前を注文したが、食べる直前に保にバレてしまうシーンがある。第11話では父に連れられて帰る麻理男を見送らない保と加代に見送りへ行くことを促した。

### 九十番ラーメンの客
九十番の客 - 小野寺早苗、池田浩子
第4話に登場。保はこの2人にナンパし、食事代を無料にするサービスをするとこの2人は喜んだ。
九十番の客 - 永野真大
第6話に登場。作業服を着た男が出演し、冷し中華が来ないことを保に怒鳴った。
客 - 皆川衆
第7話に登場。九十番ラーメンの客の1人。落語の師匠と居合わせた客。保と加代が師匠の話ばかり聞いていたため、チャーシューメンが来ないことに文句を言う。
男の声 - 市野龍一
第7話に登場。九十番ラーメンの客の1人。食事した後、「ここ置いとくよ」と言って食事代をカウンターの上に置いて帰る客（※カメオ出演）。明子と共演した。

### 保と加代の旧友
中島 晃一（なかじま こういち） - 村田雄浩
保と加代の暴走族時代の友人。あだ名は「晃ちゃん」。第9話のみ登場。「名古屋で貿易会社の社長を務めている」と言ったが、後にウソであることがバレてしまう（※お金に困っていることを隠すため、このウソを付いた）。妻の連れ子、美穂が居ることが生き甲斐となっている。
修理工の洋二（ようじ） - 若林立夫
保と加代の暴走族時代の友人。第9話から第11話に登場。劇中にある九十番ラーメンでの飲み会と婚約パーティーの参加者の1人。「疲れた、疲れた」が口癖で、妻に「明日の朝、（口癖を）聞きたくないからね」と言われてしまう。
海苔屋の啓二（けいじ） - 掛田誠
保と加代の暴走族時代の友人。第9話から第11話に登場。劇中にある九十番ラーメンでの飲み会と婚約パーティーの参加者の1人。あだ名は「啓ちゃん」。モジモジとした晃一を見て「金を借りに来たのではないか？」と疑ったが、晃一には何も伝えなかった。
自衛隊員の勝（まさる） - 諸岡義則
保と加代の暴走族時代の友人。第9話から第11話に登場。劇中にある九十番ラーメンでの飲み会と婚約パーティーの参加者の1人。「中学時代は陸上部に所属していたが、自衛隊に入隊する時に（過去に）暴走族に所属していたことを明かした」ということを保がカミングアウトした。

### 保と加代の旧友の関係者
中島 美穂（なかじま みほ） - 土井千恵子
晃一の別れた妻の連れ子。第9話に登場。麻理男の初恋対手。
洋二（ようじ）の妻 - 猪狩道子
保と加代の暴走族時代の友人だった洋二の妻、名は「キクエ」（字は不明）。第9話から第11話に登場。劇中にある九十番ラーメンでの飲み会と婚約パーティーの参加者の1人。夫（洋二）のことを「おじん」と言い、その口癖（前述）をカミングアウトする。

### 麻理男の関係者
麻理男（まりお）の父 - 沼田爆
第1話で麻理男と共に九十番ラーメンに来店するが、「タバコを買いに行く」と言って麻理男を置いて失踪してしまう。第7話で九十番ラーメンに何度も電話する役で再登場。第10話から再々登場し、第11話で麻理男と再会する。
健（けん） - 石井寛之
健と啓一の友達で、この2人と遊ぶことが多い。第2話から第4話と第11話に登場。はじめのうちは麻理男に絡んでいたが、（ヘルメットをかぶった）麻理男が第3話で抵抗したことで仲が良くなった。第11話で出前中の麻理男と再会する。
啓一（けいいち） - 大原和彦
健と純の友達で、この2人と遊ぶことが多い。第2話から第4話と第11話に登場。はじめのうちは麻理男に絡んでいたが、麻理男が第3話で抵抗したことで仲が良くなった。第11話で出前中の麻理男と再会する。
純（じゅん） - 石川英明
健と啓一の友達で、この2人と遊ぶことが多い。第2話から第4話と第11話に登場。はじめのうちは麻理男に絡んでいたが、麻理男が第3話で抵抗したことで仲が良くなった。第11話で出前中の麻理男と再会する。

### その他関係者
百合（ゆり） - 南果歩
信用金庫職員。保がデートに誘おうと何度もちょっかいを出す。第10話で平野とお見合いをし、読書とテニスが趣味であることを明かし、映画（先述）の話で平野と意気投合した。
明子（あきこ） - 辻靖美
百合の同僚。ぽっちゃりとした体格である。
由加（ゆか） - 伊神さかえ
保の昔馴染みの女で六本木のお店に勤めている。第4話と第6話に登場。保は彼女に入れ込んでいたせいで加代とケンカになる。ナイスバディらしく、保や平野によく絡まれる。
葬儀屋の子供達 - 金沢和、山本寿徳、池原和則、石上大輔
葬儀屋の店主の子供。4人居るが、名前の設定は無い。第4話と第6話に登場。第4話では九十番ラーメンで食事した後、葬儀屋の店主と一緒に海水浴へ行った。第6話で再び登場し、葬儀屋の店主と一緒に九十番ラーメンで起こった保と加代のケンカを店の外から見物した。
芳恵（よしえ） - 野村真美
女子大生。第7話と第8話に登場。オープンカーに乗っている。彼女の車がガス欠になっているところを助けてくれてから保と親しくなった。落語の師匠は彼女にセクハラ紛いでちょっかいを出してくる。
大塚（おおつか）巡査 - 石倉三郎
早川と同じ交番に勤務する警官。正義感が強いが、早川に根負けしている。第10話では「珍来軒」というラーメン屋の出前を注文した早川に「保くんに見付かったら不味いですよ」と忠告したが、早川が保の応対をしている間にそのラーメンを食べてしまった。

### ゲスト
明（あきら）の母 - 前沢保美
第1話に登場。「タシロデンキ」（字は不明）を営む主婦。
子供達（第1話） - 山本美洋、一柳信之、山本耕史
第1話に登場。保の出前先、「タシロデンキ」（字は不明）でスーパーマリオブラザーズで遊ぶ。保も一緒にこのゲームで遊んだ。
暴走族 - 田辺達也、船橋淳、木曽野憲道
第1話に登場。加代を遊びに誘った暴走族グループの一員。このシーンで加代は擬斗を演じた。
雀荘の客 - 山岡八高、吉沢健
第2話に登場。「麻雀國士」という雀荘で麻雀を楽しむ客。出前を届けた保にわざとぶつかってラーメンをこぼし、保とケンカした。
店員 - 佐野恵子
第3話に登場。加代が訪ねた洋服店の店員。
保の友達 - 渥美博、吉江芳成、伊藤康二
第3話に登場。保がチンピラに殴られたことを話した3人の友達。なお、この3人のうち2人は大ケガ（ケガした1人は頭部外傷（7針縫うケガ）、もう1人は右手尺骨の骨折）を負っていた。
麻雀屋の主婦 - 北川智繪
第4話に登場。「麻雀大三元」を営む主婦で、保のことを「ター坊」と呼ぶ。麻理男が出前を届けた先の1つでもある。後日、九十番ラーメンに出前を頼んだが、保に断られた。
教師 - 江藤漢
第4話に登場。健・啓一・純が通う小学校の先生で、この3人の担任でもあるが、規則には厳しい。この3人と麻理男がハンバーガーショップで食事をしているとき、その店の前を歩く役で登場する。
野次馬の主婦 - 千葉裕子
第4話に登場。麻理男を探しに行った時、救急車が止まった所に居た野次馬の1人。保が「何かあったの？」と聞くと、この主婦は「川に誰か飛び込んだらしいの」と話した。
子連れの主婦 - 木原久美子、市川勉
第4話に登場。堀切駅のすぐ近くにある歩道橋の上で、子供が着ているシャツの向きを直した（※シャツの前後が逆さとなっていたため）。
医者 - 酒井郷博
第4話に登場。近所の町医者。高熱を出した麻理男を保の自宅（九十番ラーメンの2階）で診察した。
子連れの女 - 鷲尾真知子
第5話に登場。子供たちのしつけができていない母親。麻理男に苦情を言った後、しつけができないことを加代に言うと逆に言い返されてしまう。
子供達（第5話） - 加藤岳史、片岡伸吾、岡安里紗
第5話に登場。「九十番ラーメン」でフライドチキンを食べる。ストローの袋を吹き飛ばしたり、麻理男に向かって紙くずを投げるなど、マナーは最悪。
中学生 - 大久保芳和、佐藤晃市
第5話に登場。万引きしたことを交番で叱られる（※大塚巡査が応対した）。
ホテルのフロント係 - 神崎剛
第6話に登場。「ホテルグランドプラザ」という高級ホテルの係員。加代と麻理男が家出した時の出掛け先の1つであり、加代はこのホテルのツインルームを取ろうとしたが、麻理男が嫌がったので泊まることはできなかった。
シェフ - 渡辺孝
第6話に登場。ラーメン屋の店員。加代と麻理男が家出した時の出掛け先の1つであるが、店名は不明。加代はこのシェフのことを「おじさん」と呼んでいる。
道代（みちよ） - 和泉ちぬ
第7話に登場。大塚巡査の妻であり、1児の母でもある。非番だった大塚巡査と共に「九十番ラーメン」を訪れた。
タバコ屋のおばちゃん - 飯田テル子
第7話に登場。近所のタバコ屋の店主。「九十番ラーメン」への預かり物を届けた。保や加代がそれを取りに行かなかったことで文句を言ったが、預かり主の情報も伝えた。
酔った客 - 石丸謙二郎、田辺清輝
第8話に登場。「スナック・ボンボン」でスパゲッティを注文したが、美奈に麺の茹で加減のことで文句を言った。保がその場を収めようとしたが失敗に終わり、乱闘に発展する。
美奈（みな） - 長尾みか代
第8話に登場。「スナック・ボンボン」のホステス。応対した客にケチを付けられたが、保に助けられる。
区役所の女子職員 - 麻茶れい
第10話に登場。足立区役所の女子職員。保がナンパした相手の1人で、その態度に終始呆れていた。
カバン屋の店員 - 山崎猛
第10話に登場。加代が麻理男を連れて訪ねたカバン屋の店員。ランドセルと上履き入れを買うためこの店を訪れたが、ランドセルを見た麻理男は心を閉ざした。
ラーメン屋の店員 - 渡辺司
第10話に登場。九十番ラーメンの近所にあるラーメン屋、「珍来軒」の店員。早川が注文したラーメンの出前を届ける役で出演。

## スタッフ
- プロデューサー：柳井満
- 脚本：黒土三男
- 選曲：山内直樹

## 主題歌
- オープニングテーマ：「SUPER STAR」
  - 歌、作詞、作曲：長渕剛
  - 編曲：瀬尾一三

## 製作
本作の制作の経緯は、主演の長渕は元々「ドラマは嘘の世界。役者はペテン師。その感動も嘘っぱち」と公言していたが、『家族ゲーム』（1983年）にて長渕を起用したプロデューサーの柳井に対し、「俺じゃなきゃ出来ないドラマをやらせて欲しい」と頭を下げた事から製作される事となった。長渕の要請を受けた柳井は「家族が生きるために力を合わせていた『縄文時代の家』を目標にしたドラマ」という理念で製作した。
長渕は本作に対し、「俺は自分のシナリオで生きてきた。今回はそれが画面に出ると思う」と初めて役者を意識した発言をしている。なお、本作において後にいくつかの作品を共作する事となる脚本家の黒土と初対面している。

## 放送リスト
| 話数 | 放送日         | サブタイトル               | 演出       |
| ---- | -------------- | -------------------------- | ---------- |
| 1    | 1986年 6月07日 | スーパーマリオになりたい   | 竹之下寛次 |
| 2    | 6月14日        | 笑え! マリオ・怒れ! マリオ | 竹之下寛次 |
| 3    | 6月21日        | スーパーマリオの逆襲       | 柳井満     |
| 4    | 6月28日        | オトナは嘘ツキ!            | 竹之下寛次 |
| 5    | 7月05日        | オレのマリオ・私のマリオ   | 吉田秋生   |
| 6    | 7月12日        | 二人の危機・マリオの危機   | 竹之下寛次 |
| 7    | 7月19日        | マリオが消えた日           | 吉田秋生   |
| 8    | 7月26日        | 俺がマリオに残せるものは   | 竹之下寛次 |
| 9    | 8月02日        | 一瞬マリオが恋をした       | 吉田秋生   |
| 10   | 8月09日        | マリオの父が来る…          | 竹之下寛次 |
| 11   | 8月16日        | さよならマリオ             | 竹之下寛次 |

- 平均視聴率18.1％（視聴率は関東地区、ビデオリサーチ社調べ）

## エピソード
- 主演の長渕剛と志穂美悦子は、本作で初めて共演し、映画『男はつらいよ 幸福の青い鳥』（1986年）で再共演した後、1987年に結婚している。長渕と志穂美の結婚が発表された際、ワイドショーでは、本作第10話のプロポーズのシーンが使用された。
- 第6話の乱闘シーンの収録中に、志穂美が手の甲の骨を骨折し、全治4週間のケガを負った。以降の収録では、火傷をしたという設定（※第7話には矢崎にそのケガのことを心配され、志穂美は「揚げ物で失敗して、火傷しちゃったの」と話すシーンがある）で収録された。なお、包帯を巻いたまま収録したのは、第7話と第8話の2回だけである[注釈 20]。

## こぼれ話
- 第4話
  - 麻理男が巨人対阪神[注釈 21]の中継を九十番ラーメンの店内にあるテレビで見るシーンがある。岡田彰布がホームランを放ち[注釈 22]、マウンドで桑田真澄がぼう然とする所まで見た後、麻理男はテレビの電源を切った[注釈 23]。
  - 保と由加がカラオケで『雨の西麻布』を歌うシーンがある。なお、この曲は由加が勤める六本木の店で歌った[注釈 24]。
  - 保と加代が出掛けた日、この2人が九十番ラーメンに帰ってきたときに口ずさんだ曲は『憧れのハワイ航路』である。なお、保と加代は別々に出掛けたため、帰ってくるタイミングは異なる。
- 第7話
  - 就寝前のシーンで保が俵孝太郎のモノマネをし、加代が苦笑いするシーンがある。なお、加代はこのシーンで照れながら「もう早く寝なさい」と言っている（※部屋の電気を消した後にこのシーンがあるため）。
- 第8話
  - 平野が保に『スーパーマリオブラザーズ2』を無料でプレゼントするシーンがある。平野はそれをプレゼントするときに、「お得意さんへのサービス、これ1つ余ったの」と言った後、「ただしね、これ（『スーパーマリオブラザーズ2』は）『ディスクシステム』が無いと使えないの。これ（『ディスクシステム』）は買っていただきますよ」（原文ママ）と保に言うシーンがある。保は『ディスクシステム』を（定価の）4割引きで買うことを決断して平野と握手したが、「出世払いね」と平野に言った。その夜、保は加代・平野（※麻理男の家庭教師として保の自宅（九十番ラーメンの2階）に来ていた）・麻理男の前でそのゲームをプレイしたが、麻理男が勉強中だったので、加代に電源を切られてしまう。
- 第10話
  - 冒頭で保は麻理男を連れて区役所を訪ねたが、保は応対した女子職員にナンパしたうえ、「アレちょうだい」としか言わなかったので、離婚届が入った封筒を渡されてしまった。麻理男を連れて区役所から帰って来た保は加代にその封筒をリモコン式ロボットのおもちゃに付けて渡した（※保には「婚姻届が入った封筒を渡して、加代を驚かせる」という作戦があった）が、その中身が離婚届だったことが分かり、加代はその書類を丸めたため、保は「何て事するんだよ！」と怒ったが、加代に怒り返されてしまった。なお、保は加代が去った後にその書類を確認したときに「離婚届を渡してしまった」ということに初めて気付いた。
- 第11話（最終回）
  - 麻理男と別れるとき、保はハーモニカをプレゼントした。劇中には保がそのハーモニカを吹くシーンが数回ある（※第2話、第3話、第10話）。麻理男はその後、九十番ラーメンに置き忘れてしまったユニフォームを取りに行くため、九十番ラーメンに戻り、店の手伝いもしている。麻理男が家に帰るときは保と加代が麻理男をオートバイに乗せて堀切駅[注釈 25]まで送り、（同駅の）ホームで麻理男を見送った。